# Beruti
Beruti es una población del partido de Trenque Lauquen, provincia de Buenos Aires, Argentina. Debe su nombre al patriota Antonio Luis Beruti.
 Se encuentra a la vera de la RN 5 entre Trenque Lauquen y Pehuajó. Cuenta con tres industrias Giat y Bat (industria textil), Dielectra Argentina y Maggi S.A. La primera Industria (Giat y Bat) en la actualidad (2022) ya no funciona.

## Población
Cuenta con 1098 habitantes (Indec, 2010), lo que representa un incremento del 25% frente a los 874 habitantes (Indec, 2001) del censo anterior.

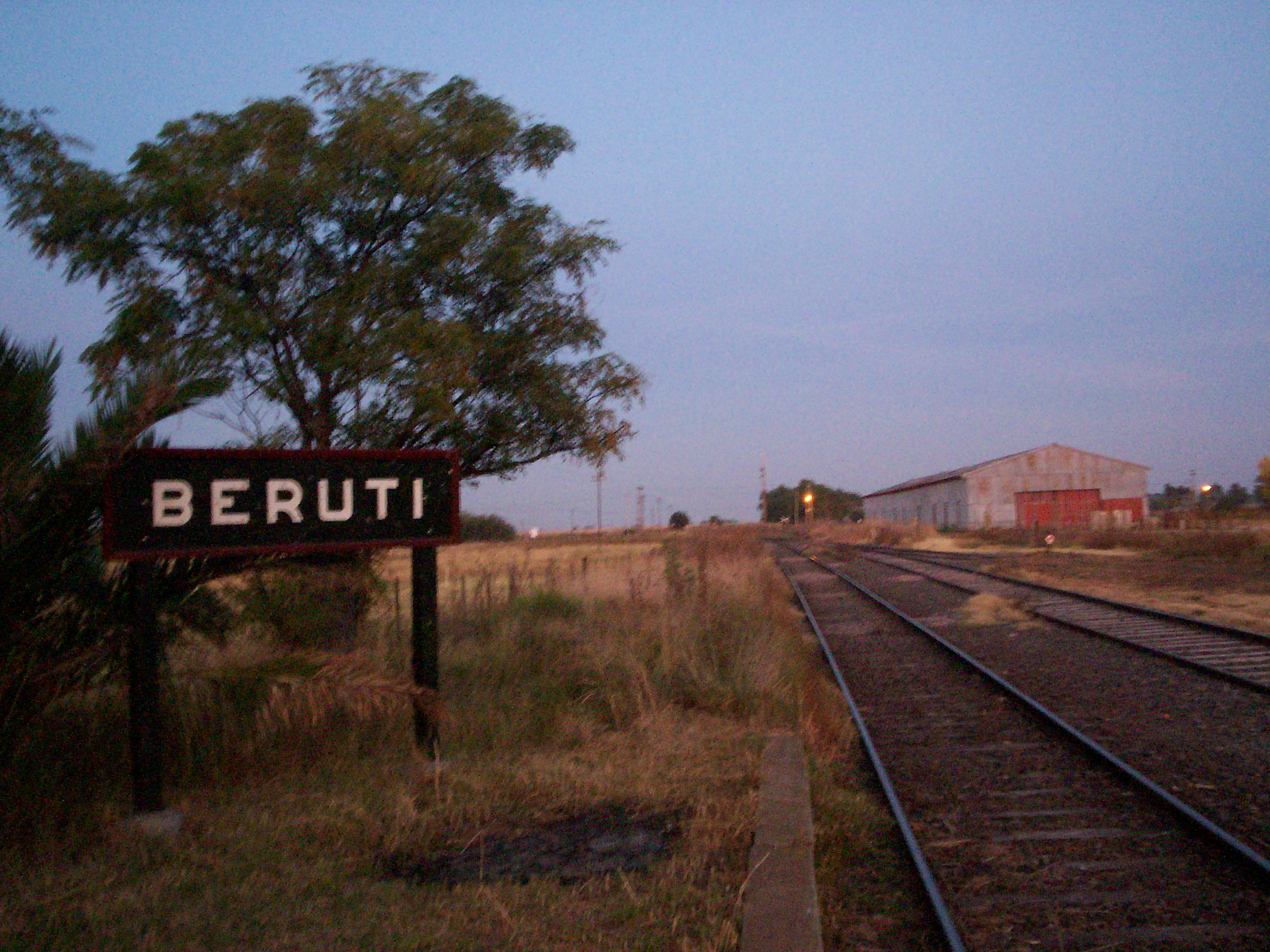
Estación Beruti, del ferrocarril Sarmiento.

| Gráfica de evolución demográfica de Beruti entre 1991 y 2010 |
|                                                              |
| Fuente: Censos nacionales del INDEC                          |

## Historia
Fue fundado por José Guazzone el 25 de agosto de 1890, donde existían las colonias La Luisa y Brigadier General Wenceslao Paunero.
La iglesia parroquial de Beruti está dedicada a santa Clotilde, en su interno se pueden apreciar las imágenes de la Patrona, de San José y de María Inmaculada, (imágenes italianas y francesas). También se pueden admirar los vitrales azules y amarillos de procedencia francesa.
Durante muchas décadas, se persistió en el error cometido por un empleado del ferrocarril en el año 1890, de colocar el apellido  del prócer Antonio Luis Beruti, con una doble "tt". Con base en una investigación llevada a cabo por los historiadores de Trenque Lauquen, Zulema Cavallotti, Juan José Estévez, Cristina Goires y Haydee Merino, el Honorable Concejo Deliberante de Trenque Lauquen, corrigió el error y por Ordenanza Municipal de año 2020 denominó correctamente a la localidad como "BERUTI", en tanto que la documentación aportada, acreditaba que ese había sido siempre el apellido del prócer.
Es de destacar la plaza principal dedicada al fundador don José Guazzone. Es de interés histórico un pequeño obelisco dedicado a Guglielmo Marconi ubicado en una plazoleta frente al edificio de Enseñanza Polimodal Instituto Agrotécnico Padre Castellaro.
Es importante señalar la presencia de un Museo del Agro donde se conservan objetos y recuerdos de los primeros pobladores. El pueblo cuenta con dos club deportivos, el Club "La Luisa" y el Club Social y deportivo Giat instituciones profundamente vinculadas a la historia de la localidad. Al igual que el antiguo "Almacén de Ramos Generales Los Zoppiconi", que abrió sus puertas en 1914, frente a la plaza Paula Sardi.
En la actualidad Beruti cuenta con asfalto en todas sus calles, sus habitantes disponen de agua corriente, teléfono y gas instalado.
El aspecto de Beruti es el de un jardín prolijamente cuidado. Es característico el barrio "Villa Santa Clotilde", construido bajo el gobierno de Juan Domingo Perón, con casas idénticas a las que se levantaron en la utópica Ciudad Evita. Dista 5 km de la Ruta Nacional 5.
En sus cercanías se encuentra la Laguna "Hinojo Grande" atractivo turístico para los amantes de la pesca de Pejerrey. La misma cuenta con distintos clubes de pesca y pesqueros con instalaciones para los turistas que concurren de todo el país. Se destaca el Club de Pesca "Loma Alta" que cuenta con un completo campin.
El pueblo de Beruti viene citado en dos novelas: "La vida Quebrada" (La vita spezzata), y más tarde en  "El pasajero del sur"  del escritor Daniel Osvaldo Balditarra.

## Tipología de Beruti "un pueblo Fabriquero"
Característica propia de Beruti fue nacer como un pueblo industrial en el desierto de la pampa húmeda.  José Guazzone fundó originalmente un molino harinero que más tarde en 1935 se transformaría en una fábrica textil Giat y Bat que se destacó por la producción de elásticos y cordones. Giat y Bat inició su declino en la década de 1970 hasta su cierre definitivo en el 2012. Existió también otra empresa La oxigena sociedad anónima ya mencionada en las memorias de Guillermo Isidoro Larregui Ugarte "El Vasco de la Carretilla" en su paso por este pueblo el 8 de octubre de 1943.

En 1960 nacía  Dielectra Argentina dedicada al diseño y fabricación de productos aislantes y dieléctricos para el sector energético. En el mismo edificio que una vez hospedo la oxigena se creó tiempo más tarde otra fábrica de productos lácteos denominada Varela S.A. Maggi textil es otra nueva empresa que hasta hoy se ocupa de fabricar fajas regionales , cintas y alpargatas.
Esta presencia industrial de alguna manera otorgó a los berutences una idiosincrasia distinta del contexto rural del oeste bonaerense. En este pueblo de poco más de 1000 habitantes sonaban sirenas, se observaban rígidos horarios, se respetaban turnos, se usaban uniformes de trabajo que indicaban un rol. Las instituciones recreativas y deportivas nacieron como exigencia de la vida social y cultural de los trabajadores.
En aquellas empresas trabajaron emigrantes oriundos del piamonté italiano, de la región de Alejandría, de Novara, de San Giuliano Vecchio. Vascos de Guipúzcoa, gallegos y andaluces, franceses de los pirineos. Así nacieron las sociedades italianas y españolas, la parroquia Santa Clotilde, el prado, los cines, el club la Luisa que reunía a los del campo como una alternativa a los fabriqueros. Una metrópolis rural eso era Beruti.

## Beruti y las inundaciones
En la década de 1980  las lluvias provocaron grandes inundaciones que alcanzaron la zona urbana de Beruti. Entre los años 1985 y  1987 la situación fue dramática y se pensaba que la localidad corría el riesgo de desaparecer debido a caudales de agua que entraban desde el Rio Quinto. Fue durante este periodo que mucha gente se marchó del pueblo buscando un futuro mejor. Otros con grande voluntad y resistencia lucharon para mantener las instituciones y defender sus fuentes de trabajo.
A este espíritu de fortaleza se sumó la gestión inteligente de los intendentes Jorge Alberto Barracchia y Juan Carlos Font que juntó a la tenacidad de los vecinos lograron reconstruir un nuevo Beruti.  En breve tiempo se quitó el agua de la planta urbana, mejoraron las calles y se construyeron cordones, se instaló un moderno sistema de cloacas.  Ya en los finales de los años 1990 Beruti estaba completamente transformado. Se levantaron nuevos barrios donde los vecinos contaban con gas natural y agua corriente. Se asfaltaron calles del centro y de las zonas periféricas. Se ampliaron los espacios verdes y se recuperaron algunas casas históricas destruidas por la violencia de las inundaciones.

## El futuro y la voluntad de Progreso
La historia particular de esta población profundamente vinculada a los primeros colonos que llegaron a la pampa húmeda junto a la extraordinaria voluntad de sus habitantes para superar las pruebas de una tierra fértil y salvaje hacen que hoy se discuta sobre la identidad de Beruti.
Hay quienes consideran que Beruti es destinado a convertirse en una ciudad "dormitorio" en función de Trenque Lauquen. Para otros valorando el aspecto ordenado de la villa, el verde de sus prados y su vida apacible imaginan se convertirá en un lugar de residencia donde será posible repararse del frenético ritmo de la vida moderna.
Otra corriente propone Convertir a la localidad en un lugar típico de tradiciones camperas, una geografía de la memoria de los pueblos originarios que una vez poblaron el oeste de Buenos Aires. Esta postura se opone a quienes sostienen que Beruti nació como pueblo industrial gracias a los emigrantes que otorgaron a la cultura un fuerte matiz europeo.
Lo cierto es que Beruti con las nuevas tecnologías y con la construcción de futuras rutas y autopistas está destinado a convertirse en un espacio de encuentro entre la inmensa llanura Pampeana y las grandes metrópolis de la Argentina.Sus personajes, su voluntad de renacer al modo del mito del ave fénix determinarán que el progreso no pase indiferente.

## Personalidades de Beruti
- José Guazzone, (conde de Passalacqua) denominado por el general Julio Argentino Roca "El Rey del Trigo"
- Pbro. José Castellaro, primer cura párroco de la iglesia parroquial de Santa Clotilde, fundada en 1931.
- Pbro. José Aldobrando Ciuccarelli, fundador y primer Rector del Instituto Agrotecnico Padre Castellaro fundado en 1962.
- Pablo Juan Ronay (exgerente de Giat y Bat). Fue miembro del Directorio del Banco de la Provincia de Buenos Aires durante el tercer gobierno del General Juan Domingo Peron.
- Felisa Sabina Fernández de Aríztegui, Notaria de Trenque Lauquen, y jefa de la delegación del registro civil de la localidad, desde el 25 de junio de 1956 hasta su cierre el 31 de diciembre de 1976.

## Parroquias de la Iglesia católica en Beruti
| Diócesis  | Nueve de Julio |
| --------- | -------------- |
| Parroquia | Santa Clotilde |